# Joel Sclavi

a Compétitions nationales et continentales officielles uniquement.

b Matchs officiels uniquement.
Dernière mise à jour le 12 février 2024.
Joel Sclavi, né le 25 juin 1994 à Mar del Plata (Argentine), est un joueur de rugby à XV international argentin évoluant au poste de pilier. Il joue avec le Stade rochelais en Top 14 depuis 2021.
Il remporte la Coupe d'Europe avec le Stade rochelais en 2022. Il récidive en 2023, année à partir de laquelle la compétition prend le nom de Champions Cup.

## Carrière

### En club
Joel Sclavi commence à jouer au rugby à dans sa ville natale de Mar del Plata à l'âge de quinze ans, après avoir été repéré par son gabarit imposant par son professeur de mathématiques. Il rejoint alors le club de Pueyrredón (en). Après des débuts difficile, du fait qu'il n'avait jamais pratiqué de sport auparavant, il finit par apprécier le rugby, et se spécialise rapidement au poste de pilier. Avec l'équipe des moins de 17 ans du club, il remporte le championnat local, et inscrit deux essais lors de la finale. 
Il commence sa carrière avec l'équipe senior de son club formateur à l'âge de dix-huit ans, et dispute trois saisons en Primera División A (deuxième division de la Unión de Rugby de Buenos Aires,. En 2015, il remporte également le tournoi régional pampéen avec son club. À côté du rugby, il travaille dans une entreprise posant des caméras de sécurité.
En 2015, il décide de quitter l'Argentine, et rejoint le club espagnol du Gernika Rugby Taldea en División de Honor. Il joue une saison avec cette équipe base dans le Pays basque espagnol,.
En juillet 2016, il signe un contrat espoir avec le club français de la Section paloise en Top 14,. Sclavi joue principalement dans le championnat espoir, mais a tout de même l'occasion de jouer deux rencontres avec l'équipe professionnelle en Top 14. Il joue notamment son premier match face au Stade toulousain le 29 octobre 2016,.
Il quitte ensuite Pau au bout d'une saison, et rejoint le Soyaux Angoulême XV en Pro D2. Il joue deux saisons avec le club charentais, et s'y impose comme un joueur important, disputant trente-neuf matchs lors de son passage.
En juin 2019, il fait son retour en Top 14 lorsqu'il s'engage avec le SU Agen en tant que joker médical de Walter Desmaison. Toutefois, il se blesse à l'épaule lors d'un match amical de présaison, ce qui l'empêche de porter les couleurs de sa nouvelle équipe en rencontre officielle,.
Après son court passage par Agen, il retourne dans son pays natal, et rejoint les Jaguares pour la saison 2020 de Super Rugby. Il joue six rencontres avec cette franchise, jusqu'à l'annulation de la saison à cause de la pandémie de Covid-19. L'année suivante, il dispute la Súperliga Americana nouvellement créée. Il est remplaçant lors de la finale de la compétition, que son équipe remporte face à Peñarol,. Il dispute un total de dix rencontres lors la saison.
En 2021, il fait son retour en France avec le Stade rochelais, où il signe un contrat de deux saisons,. À son arrivée au club, il se fait opérer des cervicales, ce qui lui fait manquer la première moitié de la saison. Il débute finalement sous le maillot rochelais en janvier 2022, et s'impose rapidement comme la doublure de l'emblématique Uini Atonio au poste de pilier droit. Il participe en tant que remplaçant au sacre européen de son équipe, après une finale remportée face au Leinster à Marseille.
Au cours de la saison 2022-2023, il est progressivement replacé au poste de pilier gauche pour les besoins du club rochelais. C'est comme remplaçant à ce poste qu'il dispute, et remporte, la finale de Champions Cup face au Leinster. Il est également remplaçant lors de la finale de Top 14 que perd son club face au Stade toulousain. Au cours de cette même saison, il prolonge son contrat avec le club maritime jusqu'en 2026.

### En équipe nationale
Joel Sclavi est sélectionné pour la première fois avec l'équipe d'Argentine en août 2020, afin de préparer le Rugby Championship 2020. Il ne dispute cependant aucun match, à cause d'une blessure à l'épaule. Rappelé l'année suivante, il doit à nouveau déclarer forfait, cette fois à cause d'une blessure aux cervicales,.
Il est sélectionné une nouvelle fois en juin 2022, afin de disputer une série de test-matchs face à l'Écosse. Il obtient sa première cape internationale le 2 juillet 2022 à l'occasion du premier match de la série à San Salvador de Jujuy. Il joue les trois matchs de la série, puis dispute le Rugby Championship 2022. Le 27 août 2022, il est titulaire lorsque son équipe bat pour la première fois (25-18) les All Blacks en terre néo-zélandaise,.
Il fait partie du groupe argentin sélectionné pour disputer la Coupe du monde 2023 en France. Doublure au poste de pilier gauche de Thomas Gallo, il joue six matchs lors du tournoi pour une seule titularisation. Son équipe termine la compétition à la quatrième place.

## Palmarès

### En club
- Vainqueur de la Súperliga Americana en 2021 avec les Jaguares XV.
- Vainqueur de la Coupe d'Europe en 2022 et 2023 avec le Stade rochelais.
- Finaliste du Championnat de France en 2023 avec le Stade rochelais.